# Mortero de cal

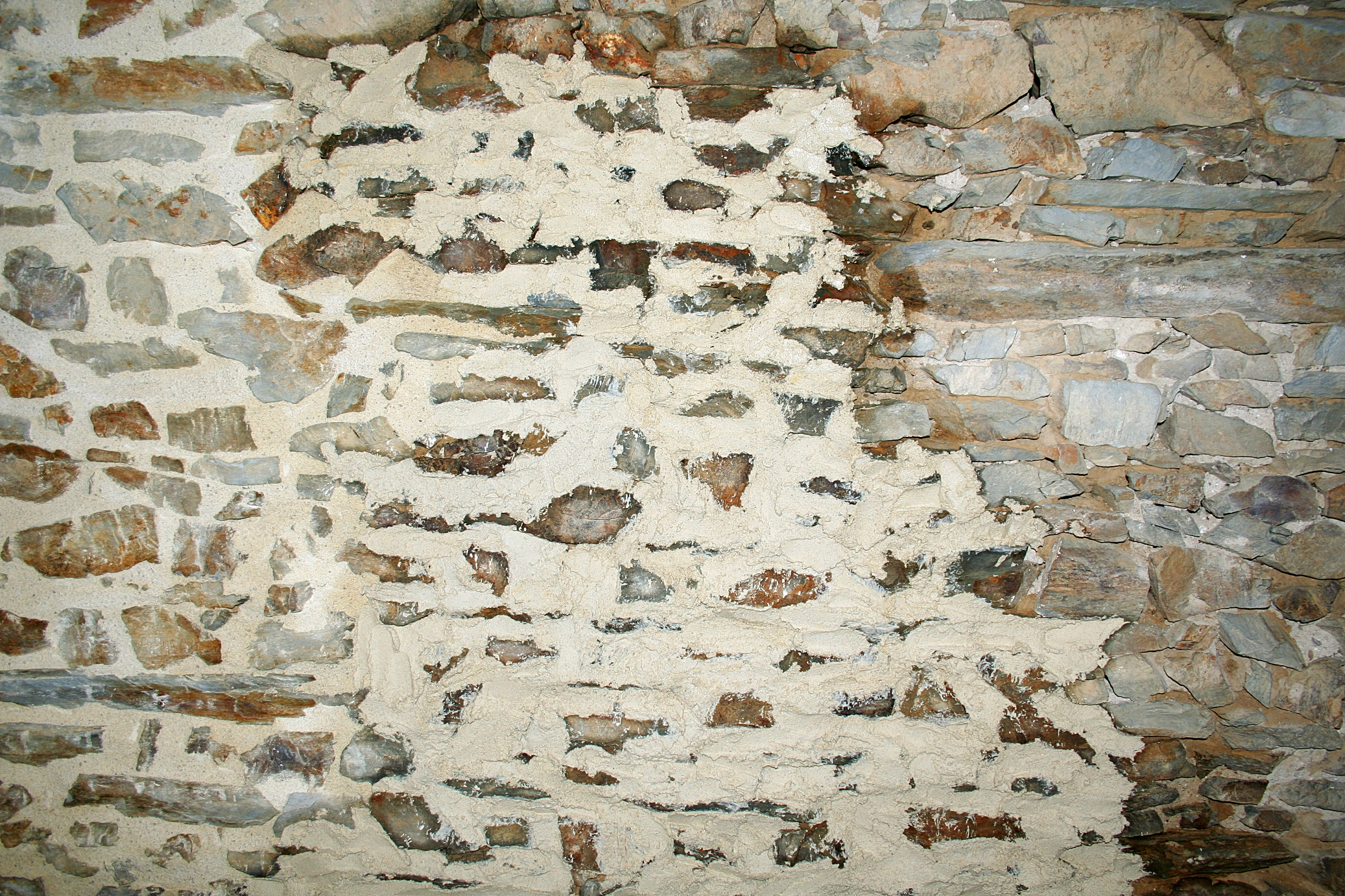
Empastado con mortero de cal. A la derecha el muro sin tratar, en el centro mortero de cal recién aplicado y a la izquierda el aspecto final, tras fraguado parcial y cepillar con cepillo de alambre.

Los morteros de cal son aquellos morteros que están fabricados con cal, arena y agua.
La cal empleada puede ser aérea o hidráulica, con la diferencia de carbonatar en contacto con el aire (aérea) o fraguar en agua (hidráulica).
En España, el tipo de cal viene regulado en las normas UNE UNE-EN 459-1:2011 (Cales para la construcción. Parte 1: Definiciones, especificaciones y criterios de conformidad), UNE-EN 459-2:2011 (Parte 2: Métodos de ensayo) y UNE-EN 459-3:2012 (Parte 3: Evaluación de la conformidad).

## La cal aérea

### La cal aérea en la construcción tradicional
La cal ya era conocida en el VI milenio a. C. como material de construcción para morteros y revestimientos. En Çatal Hüyük se han encontrado paredes revocadas con morteros de cal y pintadas al fresco. Posteriormente, gracias a investigaciones arqueológicas se ha comprobado que se usaba en el Antiguo Egipto, el Imperio asirio, Grecia clásica o el Imperio romano; también, fuera del Mediterráneo, fue usada por los mayas, los incas y los aztecas en América y desde las primeras dinastías chinas o las primeras dinastías indias.
Es muy importante distinguir la cal aérea de la cal hidráulica, ya que esta última contiene muchos silicatos y tiene un comportamiento diferente, sobre todo como material de construcción. 
La cal aérea tiene propiedades muy adecuadas ya que sus morteros tienen la particularidad de ser permeables al vapor de agua (aunque no a la lluvia) que dejan transpirar las paredes, lo que confiere a los paramentos cualidades higroscópicas para regular la humedad de los ambientes.
Una vez que la cal se utiliza, empieza a cristalizar y a carbonatarse, desde la superficie hacia dentro, conservando un núcleo húmedo que es el que le confiere sus propiedades y elasticidad, gracias a la cual tiene un comportamiento mecánico mejor que un Cemento Portland, tanto para revocos exteriores como interiores, así como para morteros y otros usos.
Al cabo de cientos de años, la cal apagada, después de carbonatarse completamente, retorna a su composición original en las canteras de caliza (carbonato de calcio, CaCO3).
La cal recién apagada no se adhiere químicamente a las superficies, sino mecánicamente. Esto hace necesario picar las superficies lisas para una correcta adherencia de las capas de enfoscados y revocos.

### Otros usos de la cal aérea
Otro uso de la cal es en "lechada" para enjalbegar (pintar) las paredes y en algunos casos los techos con una brocha gorda. Esta pintura tiene, como los enfoscados, revocos, etc. de cal aérea apagada, un comportamiento bioclimático en países cálidos, debido a su color blanco, que impide que la radiación solar caliente la masa del muro. Para mantener esas propiedades, debe enjalbegarse de nuevo cada año, normalmente en primavera.
Se utiliza en la construcción con tapial para estabilizar las tongadas.
También puede ser usada para la creación de caminos de tierra al estabilizar ésta al mismo tiempo que drena.
Asimismo puede usarse para desinfectar superficies como paredes o evitar plagas en árboles pintando la superficie de su tronco con lechada de cal. Las pinturas de numerosas iglesias desaparecieron a lo largo de los siglos bajo capas de cal que se ponían cuando había epidemias.

### Apagadode la cal
La cal viva es óxido de calcio (CaO) al contacto con el agua reacciona alcanzando una temperatura de 90 °C por lo que hay que cuidar el recipiente donde se hace: solamente debe hacerse en recipientes de metal o de ciertos plásticos. Durante este proceso y posteriormente, la cal se vuelve cáustica y puede provocar quemaduras químicas muy graves.
La cal que sale del horno donde se ha fabricado está siempre viva, tiene gran cantidad de óxido de calcio y hay que apagarla o matarla. Salen vivas tanto la aérea como la hidráulica y por tanto hay que apagar los dos tipos de cales, la aérea y la hidráulica, aunque la forma de apagado es diferente.
El uso habitual de la cal es por tanto ya apagada en forma de hidróxido cálcico, formato en el cual se suele adquirir para la construcción.
Cuando se apague una cantidad de cal cualquiera, se la pudiera almacenar en una "balsa" o "pudridero" durante años, dejando que siga apagándose y madurándose. El periodo mínimo para poder ser usada es de seis meses; cuantos más años pase en reposo, mejor comportamiento tendrá después, carbonatándose de forma óptima al utilizarse en revocos, estucos o morteros. Por supuesto, no todas las canteras de cal ofrecen la misma calidad de producto y cuanto mayor porcentaje de carbonato tenga una cal, mejor calidad tendrá la cal apagada que es hidróxido de calcio (Ca(OH)2), siendo las ideales las que se acercan a la composición del mármol (carbonato de calcio, CaCO3).
Durante esa maduración, dure lo que dure, sigue siendo cáustica y cualquier elemento orgánico que caiga en la "balsa" acabará desapareciendo devorado por la cal.
En la antigüedad, cuando se comenzaba la construcción de algún monumento (catedrales, palacios, etc), se preparaban las balsas de cal, ya que era el último elemento que se usaba en grandes cantidades y como la construcción era muy lenta, en algunos casos duraba más de un siglo, la cal iba madurando para cuando fuera necesaria. Los antiguos caleros decían que la cal ideal era la que llevaba al menos treinta años en reposo y la denominaban "chica" mientras que a la cal de entre veinte y treinta años la denominaban "chico".
Hasta hace poco más de un siglo, o siglo y medio, dependiendo de la zona de España, cuando alguien tenía un hijo se preparaba una balsa de cal para cuando este tuviese que emprender la construcción de su casa.[cita requerida]

## La cal hidráulica
La cal hidráulica fue creada en Francia en 1821, ya que en este país las canteras de cal, al igual que en las de Bélgica y Alemania, daban una roca de pésima calidad con muchos silicatos en comparación a las canteras de países como España e Italia. Básicamente, la cal hidráulica se comporta en la construcción como un cemento portland blanco, pero con peores resultados.
Los franceses consiguieron su uso masivo prohibiendo en sus colonias, sobre todo en las norteafricanas, el uso de la cal aérea y obligando a usar la cal hidráulica.
Dentro de las cales hidráulicas existen las cales hidráulicas naturales, que son naturales, ya que no tienen ningún tipo de aditivo como los cementos y poseen mucha más resistencia que una cal aérea. Si es necesario conferirle cierta hidraulicidad a la cal aérea, se pueden emplear aditivos puzolánicos (tradicionalmente fragmentos de cerámica o árido volcánico). Por otra parte, se puede utilizar en rehabilitación de edificios antiguos como en bioconstrucción, ya que no contiene ningún tipo de sulfato, aluminatos, sales, etc… que pueden dañar el edificio que se va a rehabilitar o construir.
La resistencia de este tipo de cales viene dada por la adición de elementos puzolánicos durante el proceso del fraguado, mientras que en las cales hidráulicas no naturales se consigue su resistencia por la combinación de sílice durante el proceso de cocción de la cal.
La cal hidráulica blanca natural está especialmente recomendada para trabajos de restauración, rehabilitación y acabados rústicos:
- Enlucidos interiores, exteriores y de piedra vista.
- Rejuntado de ladrillos y piedras antiguas.
- Mampostería en general.
- Pavimentación en terracota o piedra.
- Colocación de tejados (cumbreras, limatesas, limahoyas, aleros).
- Refuerzo de argamasa.

## Estudios actuales sobre los morteros de cal
En la actualidad, varias facultades de arquitectura, de física y de química de las universidades de Granada y Sevilla se han coordinado para realizar estudios de campo documentados y tesis sobre la cal aérea utilizando muestras de cal añeja. Este es un factor determinante en su posible uso por parte de profesionales ya que entre el ramo de la arquitectura y construcción en la actualidad se desconoce por completo su utilización ya que no se enseña en las facultades hace casi un siglo en favor de materiales más modernos. Sin embargo, existen numerosos colectivos, profesionales e incluso las administraciones públicas que están llevando a cabo numerosas iniciativas para la recuperación de los materiales y técnicas tradicionales. Un ejemplo de iniciativa pública lo encontramos en el Plan Nacional de Arquitectura Tradicional desarrollado desde el IPCE
La disminución en el uso de este material, ha sido provocado, entre otras muchas razones, por la aparición de nuevos materiales y por los ritmos actuales marcados por los sistemas constructivos.